# St. Sebastian (Ludwigshafen)

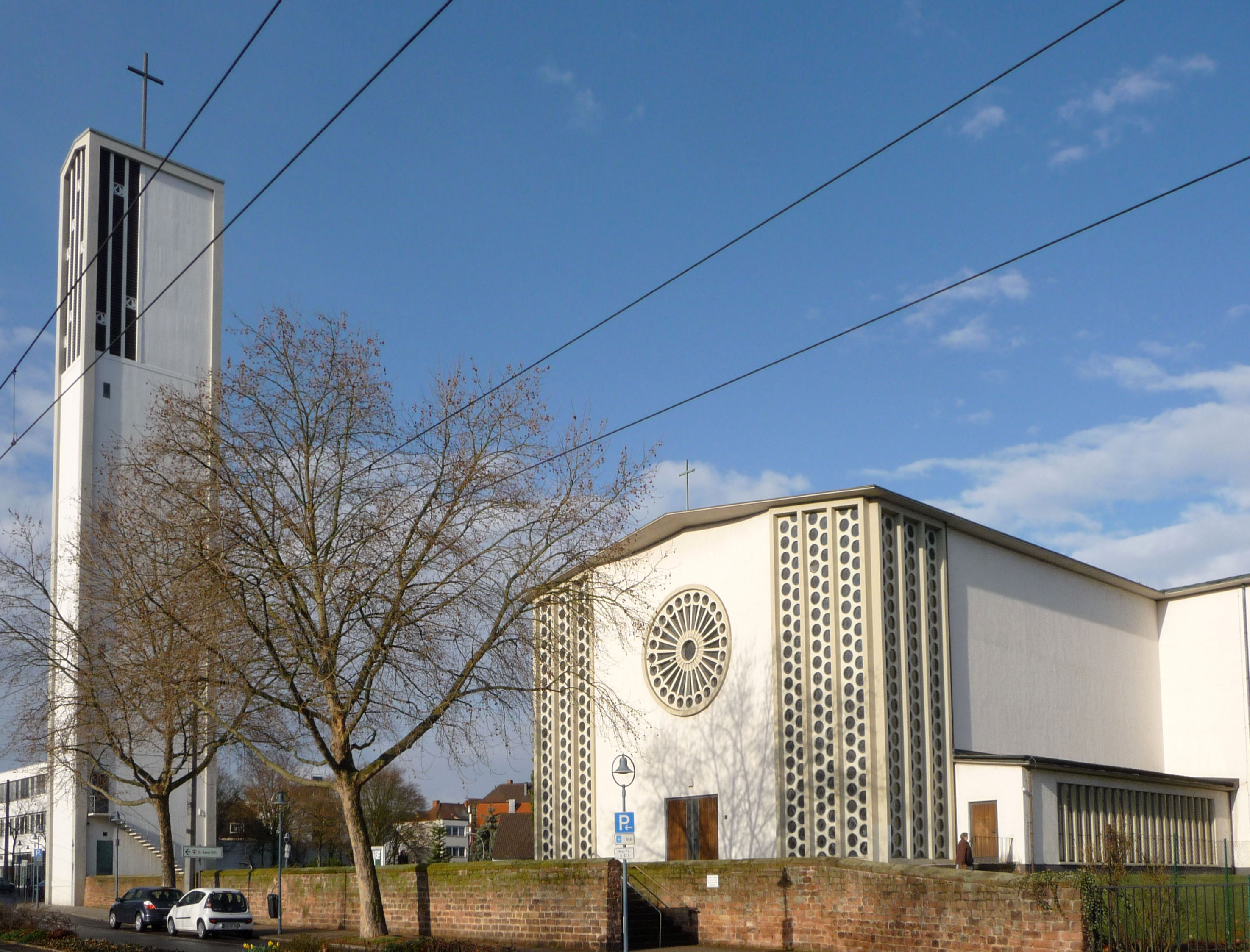
St.-Sebastian-Kirche

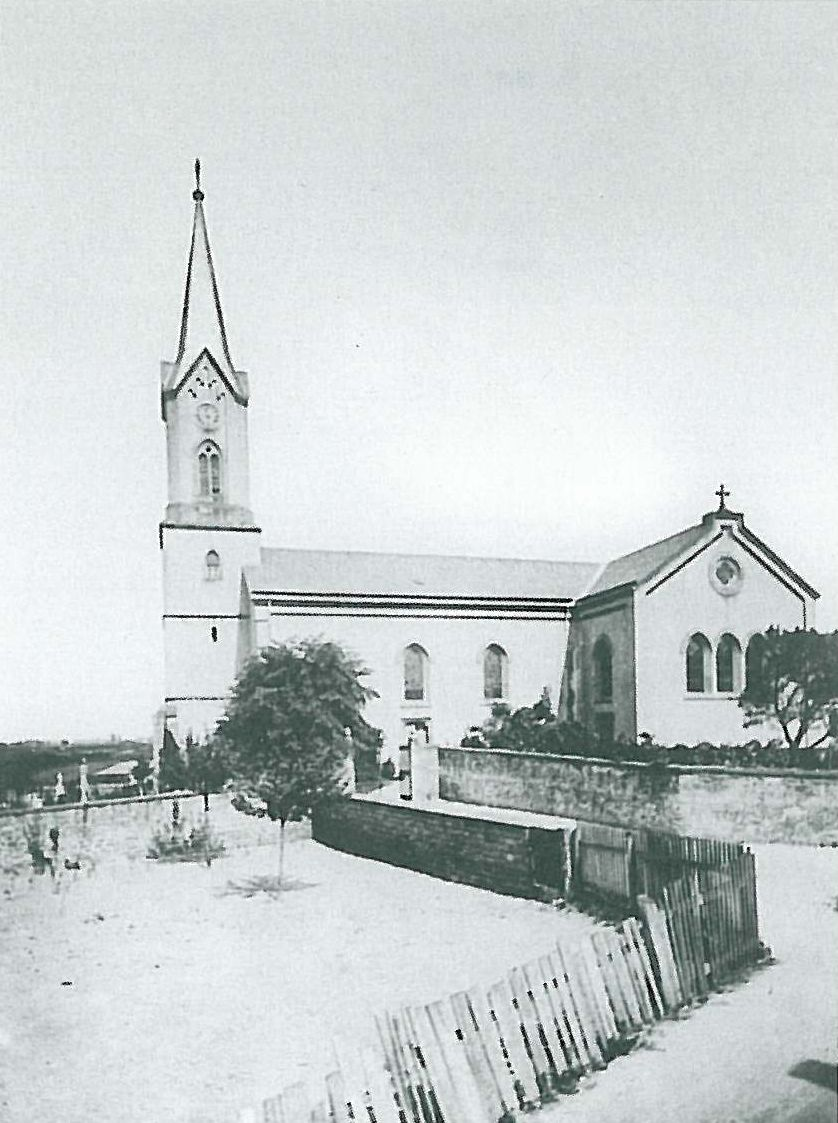
Alte Sebastianskirche 1861

Die St.-Sebastian-Kirche ist eine römisch-katholische Kirche im Ludwigshafener Stadtteil Mundenheim. Sie wurde von 1952 bis 1954 erbaut.

## Geschichte
Mundenheim wurde im Jahr 770 erstmals urkundlich erwähnt, die Kirche St. Sebastian und Peter wurde erstmals 1231 genannt. Das Kirchenpatronat gehörte dem Kloster Weißenburg, das es 1482 an das Wormser Andreasstift verkaufte. Im 17. Jahrhundert kam Mundenheim zum Bistum Speyer, zu dem der Ort bis 1709 gehörte, danach zur Kurpfalz. Die Kirche wurde mehrfach durch Hochwasser zerstört. Zwischen 1869 und 1871 wurden Langhaus und Chor durch den Ludwigshafener Baumeister Joseph Hoffmann neu erbaut. Nur der Kirchturm, der bereits 1610 bestand, blieb erhalten.
Im Zweiten Weltkrieg wurde die Kirche 1943 und 1945 schwer beschädigt. Nach dem Krieg riss man die Ruine ab und begann 1952 mit dem Kirchenneubau. Die Pläne dazu stammten von den Architekten Karl Lochner und Philipp Blaumer, die Ausführung übernahm das Baugeschäft Joseph Hoffmann & Söhne. Am 29. August 1954 wurde die neue St.-Sebastian-Kirche durch Bischof Isidor Markus Emanuel konsekriert. 2009/2010 wurde die Kirche saniert.
An der äußeren Südwand des Langhauses befand sich früher ein Epitaph für den in der Kirche bestatteten kurpfälzischen Minister Peter Emanuel von Zedtwitz (1715–1786), das jedoch seit dem Wiederaufbau verschollen ist.

## Beschreibung
Die St.-Sebastian-Kirche ist ein massiger, verputzter Stahlbetonbau. Sie erhebt sich über einem T-förmigen Grundriss. An der Front dominiert eine große Fensterrose. Der 42 Meter hohe freistehende Glockenturm steht auf dem Unterbau seines Vorgängers von 1610. An der Kirche ist eine steinerne Madonna aufgestellt, die 1854 geschaffen wurde.
Zur Ausstattung gehört eine Immakulata, die in der Mitte des 18. Jahrhunderts in der Werkstatt von Paul Egell entstand. Sie befand sich einst über dem Portal der 1945 zerstörten Sodalitätskirche in Mannheim. Die Fenster sind nach Entwürfen von Albert Burkart gestaltet. Die Orgel wurde 1963 von der Orgelbauwerkstatt Scherpf erbaut. Das zweigeteilte Instrument hat 37 Register, die sich auf drei Manuale und das Pedalwerk verteilen. Das Geläut besteht aus fünf Glocken der Gießerei Schilling.

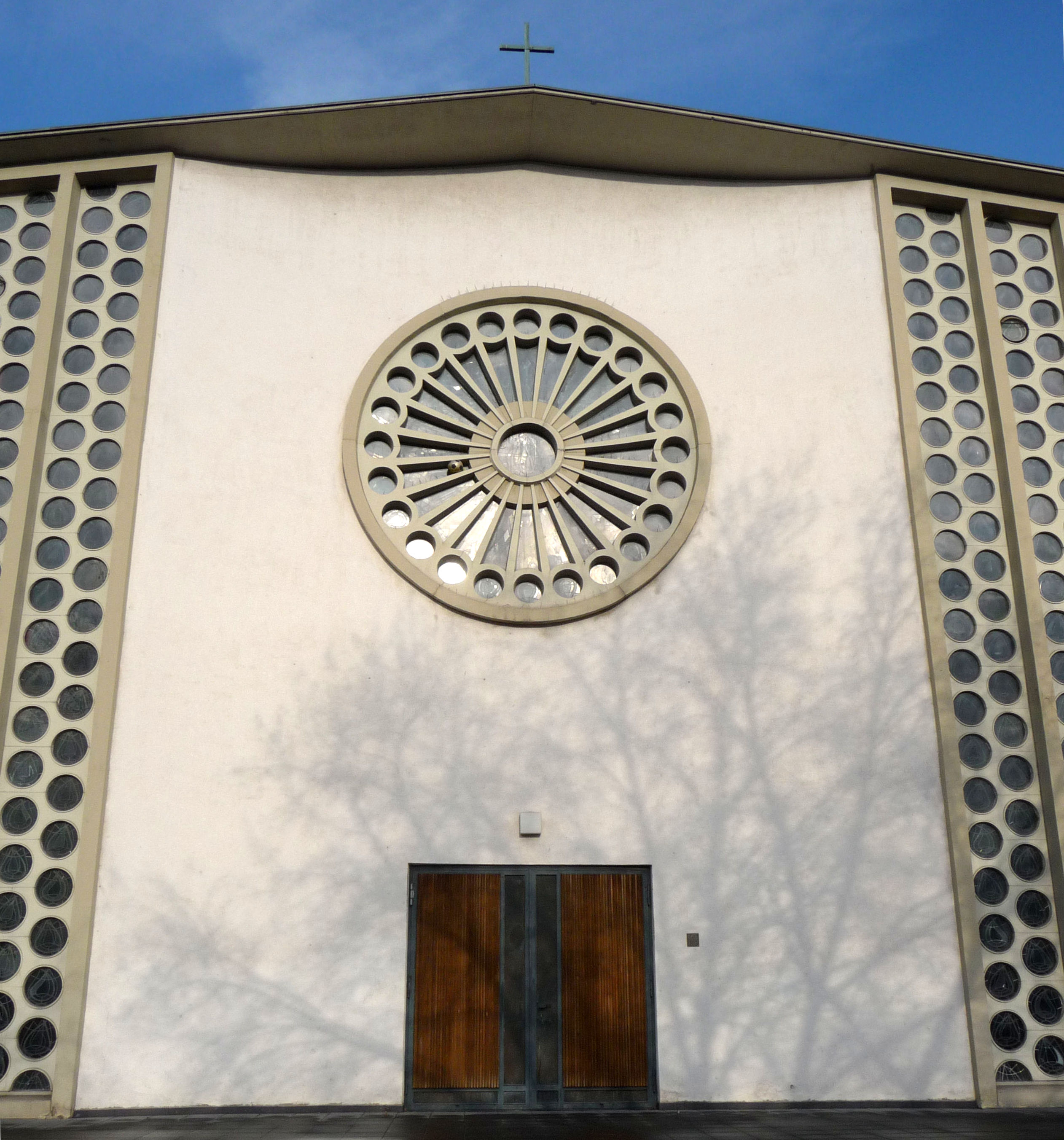
Front
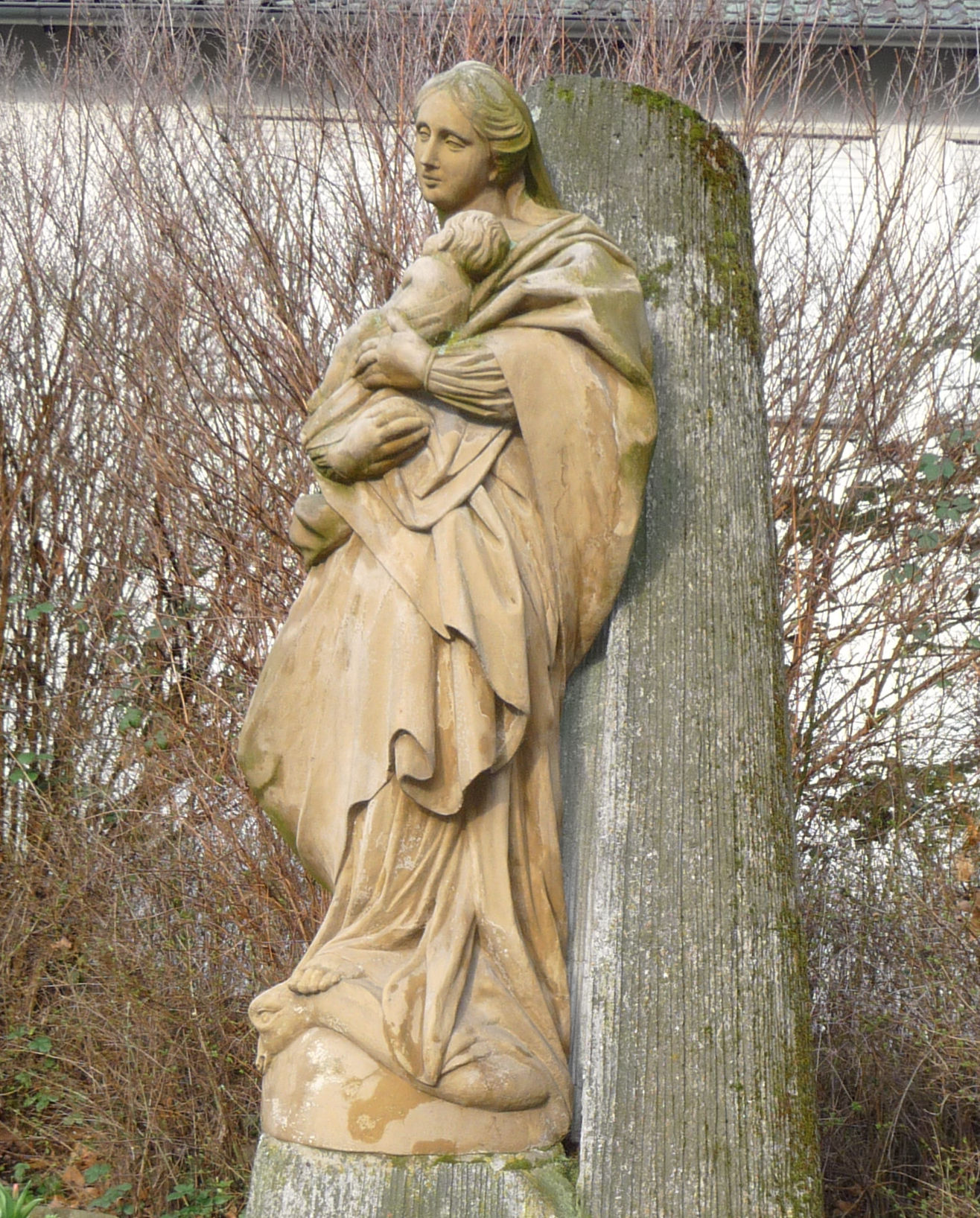
Madonna

| Glocken  | Glocken       | Glocken |
| 00Jahr00 | Gewicht in kg | 00Ton00 |
| -------- | ------------- | ------- |
| 1958     | 3.024         | b0      |
| 1958     | 2.014         | c1      |
| 1958     | 1.261         | es1     |
| 1958     | 1.024         | f1      |
| 1958     | 00700         | g1      |

- Front
- Madonna